# Yuta Imazu
Yuta Imazu (født 8. juli 1995) er en japansk fodboldspiller, som spiller for den japanske fodboldklub Ventforet Kofu.